# Mauro Melotti
Mauro Melotti (Modena, 4 giugno 1952) è un dirigente sportivo, allenatore di calcio ed ex calciatore italiano, di ruolo difensore.

## Carriera

### Giocatore
Ha giocato complessivamente 73 partite in Serie B, con le maglie di Modena (9 presenze nella stagione 1971-1972) e Sambenedettese .
Nel 1986, mentre era tesserato della SPAL in Serie C1, è stato coinvolto nello scandalo del calcioscommesse, venendo squalificato per 3 anni, poi ridotti a 18 mesi dopo la sentenza d'appello della CAF.

### Allenatore
Nel 2009 prima di diventare allenatore del Rimini è stato per un periodo uno degli osservatori del Parma.
Da gennaio 2014 diventa allenatore del Formigine, che milita nel girone D del campionato di Serie D; con la squadra conquista la salvezza all'ultima giornata.
Il 1º marzo 2015, dopo l'esonero di Walter Novellino, viene promosso con Simone Pavan alla guida della prima squadra del Modena.
Il 9 giugno 2015 la società comunica che Melotti non sarà riconfermato sulla panchina dei canarini, annunciando che tornerà a svolgere il ruolo di coordinatore del settore giovanile.

### Dirigente
Dal 2015 al 2017 è responsabile delle giovanili del Modena. Il 20 giugno 2019 viene ufficializzata la sua carica come direttore del settore giovanile del Modena, terminata il 30 giugno 2023.

### Commentatore sportivo
Dalla stagione 2018-2019 è il commentatore tecnico per TRC durante le partite del Modena.

## Palmarès

### Giocatore

#### Competizioni nazionali
- Serie C1: 1

Brescia: 1984-1985